# Polígono Nueva Ciudad

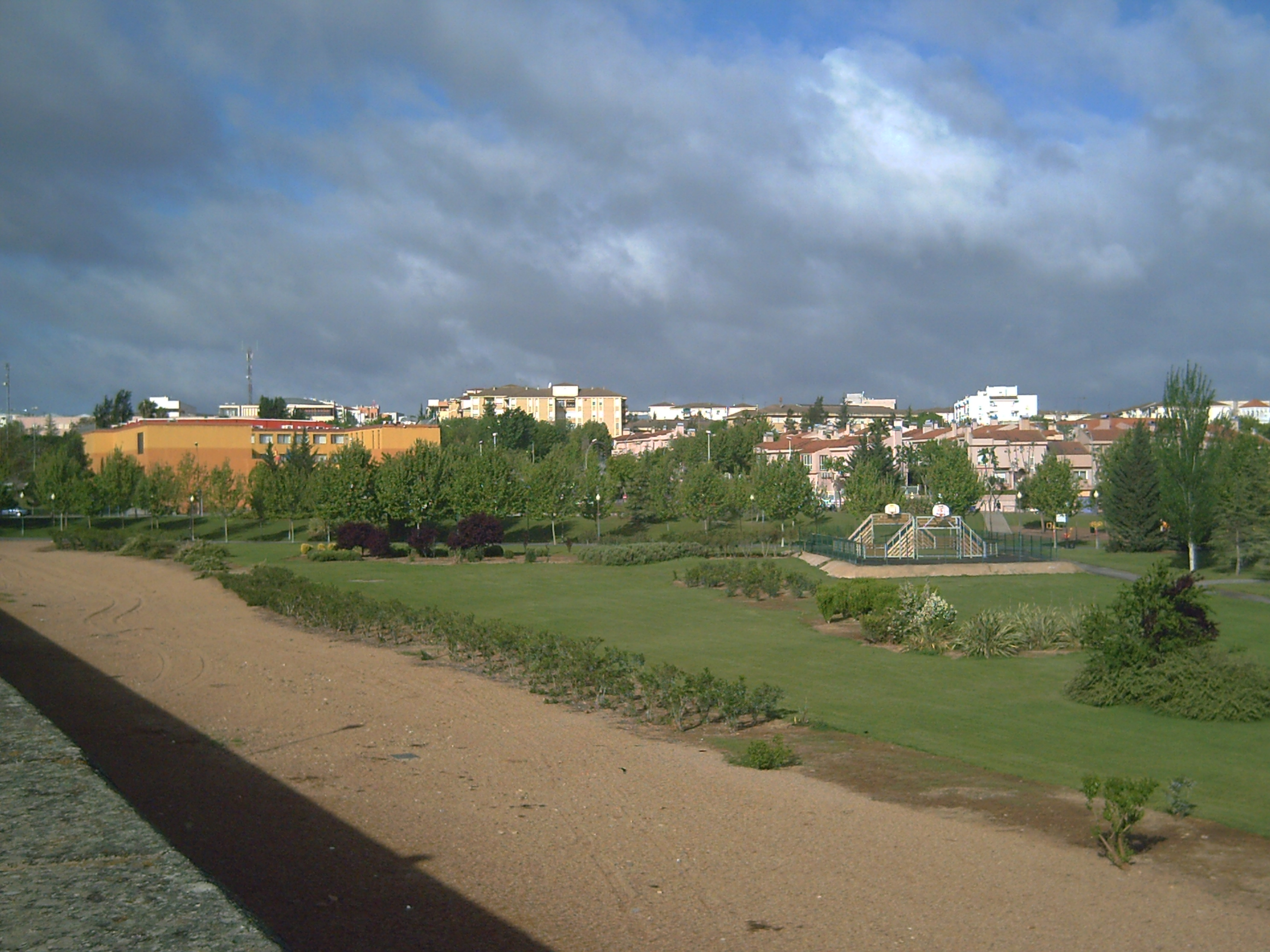
Panorámica del barrio.

El Polígono Nueva Ciudad es el barrio más poblado de la ciudad de Mérida, capital de Extremadura (España).
En este polígono residencial viven alrededor de 10 000 personas y las construcciones varían desde pisos en bloque hasta chalets en grandes urbanizaciones, con amplias calles y avenidas y con un gran número de zonas verdes.
Destacar al equipo de fútbol de la barriada, el C.D. Nueva Ciudad, que milita en Regional Preferente de Extremadura y cuenta con una amplia cantera. La asociación de vecinos nueva ciudad, el centro cultural nueva ciudad y la cofradía del Cristo de las tres caídas y nuestra señora de la misericordia

## Accesos
"El Polígono", como suele ser llamado por los romanos, queda separado del resto de la ciudad por el río Guadiana, así que los accesos al centro se hacen por los puentes Lusitania y Fernández Casado (normalmente se le llama "Puente Nuevo"), además de por el puente romano (sólo peatones y bicis). 
Es posible entrar al Polígono Nueva Ciudad directamente por la A-5 y por la A-66. Este barrio es la puerta oeste de Mérida y se encuentra unido mediante dos grandes avenidas al polígono industrial El Prado, el mayor núcleo industrial de la ciudad.
En lo que a servicios públicos se refiere, las líneas de autobuses urbanos que pasan por las diferentes paradas son la L4, la L4/6 F, la L6 y la LE1, que llevan al centro de la ciudad, y la L5 y la L8, circulares. De esta forma, pasa un autobús cada 15 minutos en la mayor parte de las paradas.

## Construcciones importantes
Debido a su gran población, en Nueva Ciudad se encuentran situados varios edificios importantes en la ciudad, entre los que destacan los siguientes:

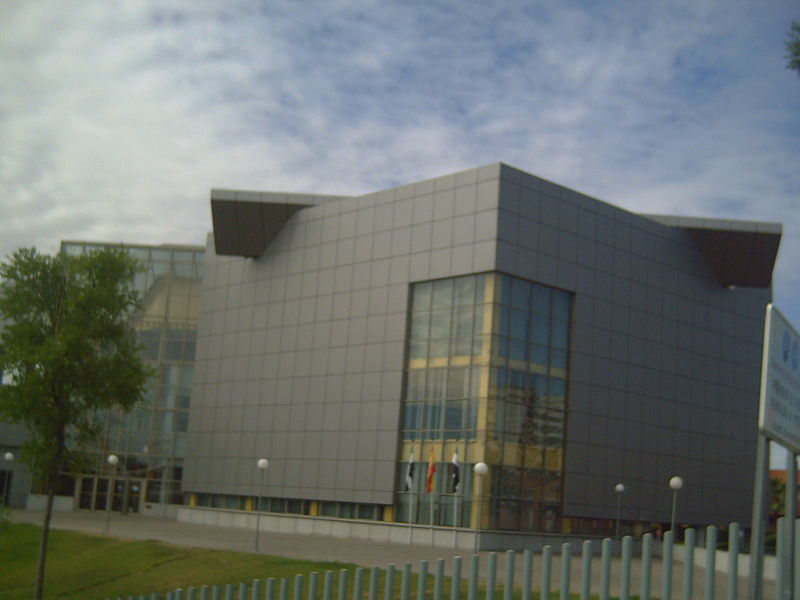
Biblioteca pública del Estado

- Biblioteca pública del Estado Jesús Delgado Valhondo: biblioteca de vanguardista diseño de Luis Arranz Algueró, situada en la avenida de la Libertad, frente a la estación de autobuses interurbanos y junto al parque ribereño Las 7 Sillas.

- Centro de ocio El Foro: el centro de ocio con mayor aceptación entre los emeritenses y habitantes de las poblaciones de la comarca. Cuenta con restaurantes, bares, pubs, discotecas, recreativos y salas de cine.

- Escuela de Administración Pública: En la avenida de la Libertad, junto al puente romano sobre el Guadiana.

- Estación de autobuses interurbanos de Mérida: estación construida por la Junta de Extremadura situada en la avenida de la Libertad.

- Sede Central de Canal Extremadura: Situada en la avenida de las Américas.

- Centro Territorial de RTVE en Extremadura: Situado en la Glorieta Duque de Ahumada.

- Hospital de Mérida: Situado en la avenida de los Reyes Católicos.

- Sede del SES: Sede del Servicio Extremeño de Salud, situado en la avenida de las Américas.

- Consejería de Agricultura, Desarrollo Rural, Medio Ambiente y Energía: Sede de esta consejería de la Junta de Extremadura, situada en la avenida de Portugal.

- Palacio de Congresos y Exposiciones: Situado en la avenida del Río y frente al Puente Lusitania, edificio de los prestigiosos arquitéctos Nieto-Sobejano que forman la parte moderna de Mérida.
- Escuela Superior de Hostelería y Agroturismo de Extremadura: Situada en la avenida del Río frente al Palacio de Congresos y Exposiciones.

- Complejo polideportivo Guadiana: sede de la AB Mérida, situado en la avenida de la Constitución. Cuenta con un pabellón multiusos, pistas de tenis y piscina olímpica exterior.

- Centro de empresas y nuevas tecnologías" situado en Pio Baroja.

- Datos: Q9061577